# اوستیاتاوکا
اوستیاتاوکا (انگلیسی: Ustyatavka) یک شهرک در شهرستان سالاواتسکی استان باشقیرستان کشور روسیه است.